# Avitta
Avitta is een geslacht van vlinders uit de familie spinneruilen (Erebidae).

## Soorten
- A. alternans Warren, 1903
- A. andamana  Holloway 1984
- A. aroa Bethune-Baker, 1906
- A. atripuncta Hampson, 1926
- A. australis Holloway, 1979
- A. bracteola Holloway, 1976
- A. bryonota Viette, 1956
- A. ceromacra Berio, 1956
- A. conspicua Leech
- A. dinawa Bethune-Baker, 1906
- A. discipuncta Felder, 1874
- A. ekeikei Bethune-Baker, 1906
- A. fasciosa Moore, 1882
- A. flavicilia Holloway, 1976
- A. guttulosa Swinhoe
- A. habrarcha Viette, 1956
- A. inductalis  (Snellen 1880)
- A. insignans Hampson, 1902
- A. insignifica Hampson, 1926
- A. ionomesa Hampson, 1926
- A. lineosa (Saalmüller, 1891)
- A. longicorpus Prout, 1922
- A. lunifera Druce, 1888
- A. meeki  Holloway 1984
- A. microsundana  Holloway 1984
- A. novahibernia  Holloway 198
- A. obscurata Swinhoe, 1897

- A. ochromarginata Pagenstecher, 1894
- A. ophiusalis Walker, 1858
- A. pastea Hampson, 1902
- A. pectinata Holloway, 1979
- A. polyscia Joicey & Talbot, 1917
- A. puncta Wileman, 1911
- A. quadrilinea Walker, 1864
- A. rufifrons Moore, 1887
- A. simplicior Gaede, 1940
- A. subsignans Walker, 1858
- A. surrigens  (Walker 1863)
- A. taiwana Wileman, 1915
- A. zopheropa Turner, 1909